# Croton ivohibensis
Espèce
Croton ivohibensis est une espèce de plantes à fleurs du genre Croton et de la famille des Euphorbiaceae présente sur la côte de Madagascar.